# Kuji-kiri

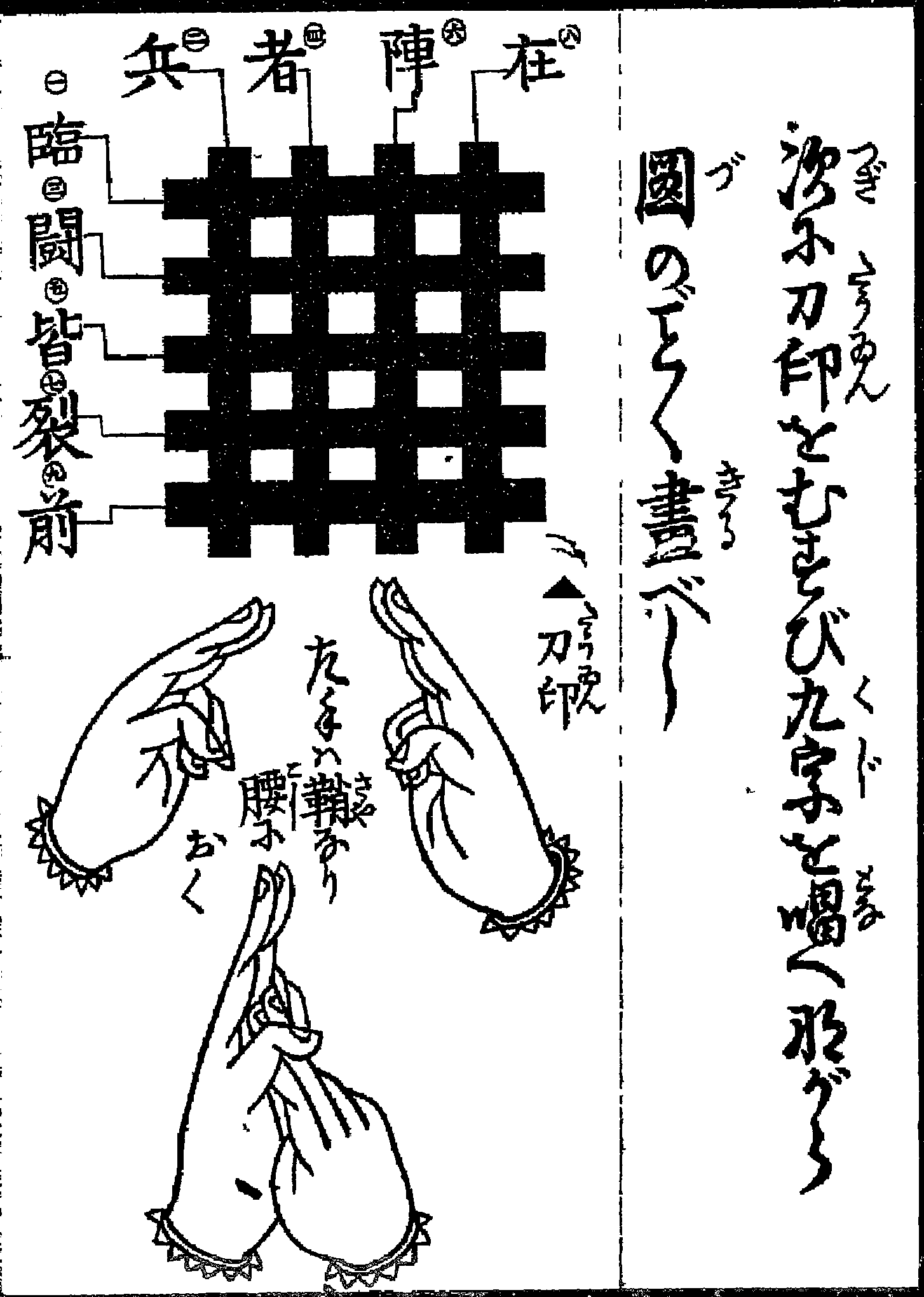
Alguns dos selos do Kuji-kiri

Kuji-kiri (九字切り lit. "nine symbolic seals") - nove selos símbolicos - é uma prática do uso de gestos manuais encontrado atualmente em Shugendō e Shingon Mikkyō. Também presente em algumas escolas tradicionais e antigas ("ryūha") de artes marciais japonesas, incluindo mas não exclusivamente às escolas de vínculos com ninjutsu.

## Nove selos simbólicos
- Rin - Poder
- Hyo - Energia
- Toh - Harmonia
- Sha - Cura
- Kai - Intuição
- Jin - Consciência
- Retsu - Dimensão
- Zai - Criação
- Zen - Absoluto

## Simbolismo religioso e significados
Kuji-in é criado através dos gestos de ambas as mãos. A mão esquerda "Taizokai" representa uma valência receptiva, e a mão direita "Kongokai" transmite uma valência emissora. O Kuji Kiri realizado com a mão direita enfatiza o corte da ignorância da Maya ("filosofia") (que é o mundo sensorial enganoso) através da Espada da Sabedoria. Desta forma, de acordo com o sistema de crenças de Shingon Mikkyo, alguém viria a criar uma abertura no mundo diário, que permitiria a si mesmo a chegar em vários estados de consciência. Derivado do dualismo Taoísta, Jaho poderia ser visto como Yin, e Kobudera como Yang.